# Беверли Хилс (Мичиген)
Беверли Хилс (енгл. Beverly Hills) град је у америчкој савезној држави Мичиген.

## Демографија
По попису из 2010. године број становника је 10.267, што је 170 (-1,6%) становника мање него 2000. године.
| Група             | 2000.         | 2010.         |
| Белци             | 9.631 (92,3%) | 9.025 (87,9%) |
| Афроамериканци    | 318 (3,0%)    | 678 (6,6%)    |
| Азијати           | 193 (1,8%)    | 210 (2,0%)    |
| Хиспаноамериканци | 147 (1,4%)    | 172 (1,7%)    |
| Укупно            | 10.437        | 10.267        |